# نیک‌آباد (خاش)
نیک‌آباد، روستایی از توابع بخش مرکزی شهرستان خاش در سیستان و بلوچستان است.

## جمعیت
این روستا در دهستان اسماعیل‌آباد قرار دارد و براساس سرشماری مرکز آمار ایران در سال ۱۳۹۵، جمعیت آن ۱۱۵ نفر (۳۲ خانوار) بوده‌است.